# Cryptocephalus bahadur
Cryptocephalus bahadur – gatunek chrząszcza z rodziny stonkowatych i podrodziny Cryptocephalinae.
Gatunek ten został opisany w 1984 roku przez Igora Łopatina.
Chrząszcz endemiczny dla Nepalu.